# A Very Special Christmas 3
A Very Special Christmas 3 – trzeci z serii albumów zawierających muzykę świąteczną, które zostały wydane, by wesprzeć Olimpiadę Specjalną. Został wydany w 1997 przez wytwórnię A&M Records.

## Lista utworów
1. „I Saw Three Ships” – Sting
2. „Christmastime” – Smashing Pumpkins
3. „Children Go Where I Send Thee” – Natalie Merchant
4. „Santa Baby” – Joseph Simmons (i Keith Murray, Ma$e, Onyx, Puff Daddy, Salt ‘N’ Pepa, Snoop Dogg)
5. „Oi To The World” – No Doubt
6. „Blue Christmas” – Sheryl Crow
7. „Christmas” – Blues Traveler
8. „Oiche Chiun (Silent Night)” – Enya
9. „The Christmas Song” – Hootie & The Blowfish
10. „Ave Maria” – Chris Cornell/Eleven
11. „Christmas In the City” – Mary J. Blige/Angie Martinez
12. „Santa Claus Is Back In Town” – Jonny Lang
13. „Christmas Song” – Dave Matthews Band/Tim Reynolds
14. „Christmas Is Now Drawing Near At Hand” – Steve Winwood
15. „O Holy Night” – Tracy Chapman
16. „We Three Kings” – Patti Smith